# 3746 Heyuan
3746 Heyuan è un asteroide della fascia principale. Scoperto nel 1964, presenta un'orbita caratterizzata da un semiasse maggiore pari a 3,1747672 UA e da un'eccentricità di 0,2502444, inclinata di 1,02974° rispetto all'eclittica.